# Fórmula de Koide

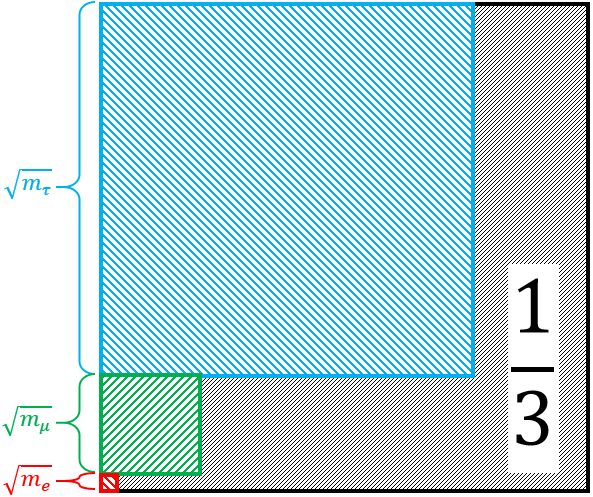
Geométrica Koide

La fórmula de Koide, descubierta en 1981 por Yoshio Koide, es una relación entre las masas de los tres leptones cargados, que predijo la masa del leptón tau. Esta relación, no obstante, no ha podido ser explicada hasta la fecha.

## Fórmula de Koide
Sea:

{\displaystyle Q={\frac {m_{e}+m_{\mu }+m_{\tau }}{({\sqrt {m_{e}}}+{\sqrt {m_{\mu }}}+{\sqrt {m_{\tau }}})^{2}}}}

Está claro que {\displaystyle 1/3<Q<1} por definición. El límite superior se deduce si asumimos que las raíces cuadradas no pueden ser negativas; R. Foot remarcó que {\displaystyle {1/(3Q)}} puede ser interpretado como el coseno al cuadrado del ángulo entre el vector {\displaystyle ({\sqrt {m_{e}}},{\sqrt {m_{\mu }}},{\sqrt {m_{\tau }}})} y {\displaystyle (1,1,1)}.

### Misterio de la fórmula
El misterio está en el valor físico. Las masas del electrón, muon, y leptón tau se miden respectivamente como:

{\displaystyle m_{e}=0.511\ {\rm {{MeV}/c^{2},\ m_{\mu }=105.7\ {\rm {{MeV}/c^{2},\ m_{\tau }=1777\ {\rm {{MeV}/c^{2}}}}}}}},

de donde se obtiene que:

{\displaystyle Q={\frac {2}{3}}\pm 0.01\%}

No sólo este resultado es extraño porque de tres números aparentemente aleatorios resulta una fracción sencilla, sino también porque Q es exactamente la media entre 1/3 y 1.
Hasta ahora, este resultado no ha podido ser explicado ni comprendido.